# Tontouta
Tontouta – rzeka w Nowej Kaledonii, na zachodnim wybrzeżu wyspy Grande Terre. Przepływa przez gminy Païta i Bouloupari w Prowincji Południowej.
Źródła Tontouty znajdują się w paśmie górskim Chaîne centrale. Rzeka płynie na południowy zachód i wpada do Morza Koralowego. Obszar dorzecza położony jest średnio na wysokości 530 m i ma spore średnie nachylenie równe 40,6%. Pokryty jest w ponad 73% makią, resztę stanowią obszary gęsto porośnięte (21%).